# Bärbel (Schiff)
Die Bärbel ist ein Küstenmotorschiff, das Schlagzeilen machte, nachdem es im August 1993 ohne seine Mannschaft vor Esbjerg treibend gefunden worden war.

## Geschichte

### Das Schiff
Die Bärbel wurde 1986 von der niederländischen Scheepswerf Damen Gorinchem in Gorinchem auf Kiel gelegt, aber erst 1989 fertiggestellt und abgeliefert. Reeder des Schiffes war der Kapitänseigner Heinrich Telkmann, der das nach seiner Ehefrau benannte Schiff zunächst unter deutscher Flagge mit Heimathafen Haren (Ems) in Fahrt brachte. Später wurde das Schiff nach Antigua und Barbuda umgeflaggt (Heimathafen: St. John’s).
Das Schiff ist als Fluss-Seeschiff mit einer hydraulisch absenkbaren Hubbrücke ausgeführt und hat einen einzelnen, kastenförmigen Laderaum mit 63,35 Metern Länge und 10,10 Metern Breite. Das Laderaumvolumen beträgt 3983 m³ bei Schüttgütern und 3907 m³ bei Stückgütern, die Tragfähigkeit rund 3000 Tonnen. Die Tankdecke des Laderaums ist sowohl für den Transport von schweren Ladungen verstärkt als auch mit Einrichtungen für den Transport von Containern versehen. Die Containerkapazität des Schiffes beträgt 158 TEU; 78 TEU können im Laderaum, 80 an Deck geladen werden. Der Laderaum wird mit hydraulischen MacGregor-Klapplukendeckeln seefest verschlossen, deren Trägerkonstruktion eine nach außen offene Struktur aufweist, was den bei der Schiffsvermessung gezählten umbauten Raum vermindert.
Die Antriebsanlage des Schiffes besteht aus einem Sechszylinder-Viertakt-Dieselmotor des Herstellers Krupp Mak Maschinenbau in Kiel (Typ: MaK 6 M 332). Der Motor leistet bis zu 600 Kilowatt bei 630 Umdrehungen pro Minute und treibt über ein Untersetzungsgetriebe einen Festpropeller an. Die An- und Ablegemanöver können durch ein Bugstrahlruder mit 220 Kilowatt Leistung unterstützt werden. Als Hilfsmotoren sind zwei MWM-Dieselmotoren des Typs D 234 mit jeweils 87 Kilowatt Leistung, die zwei Generatoren mit jeweils 105 kVA Scheinleistung antreiben, und ein Notdiesel mit 38 Kilowatt Leistung, der einen Generator mit 48 kVA Scheinleistung antreibt, verbaut.
Das Schiff wechselte mehrfach den Besitzer und seinen Namen. Nach den Mordfällen im August 1993 führte das Schiff seinen Dienst als Alpha fort. Im Jahr 1999 folgte eine weitere Umbenennung in Westerhusen, und von 2002 bis 2014 fuhr das Schiff unter dem Namen Stadum für die Marner Reederei Erwin Strahlmann. Im Februar 2014 erwarb die Reederei Wakes & Company aus Walthamstow das Schiff und benannte es in Stad um. Seit Juli 2022 fährt das Schiff als TQ Trabzon unter der Flagge Palaus für das türkische Unternehmen TQ Shipping in Tuzla.

### Morde an Bord derBärbel
Im August des Jahres 1993 befand sich das von Meerpahl & Meyer befrachtete Schiff auf einer Reise mit einer Ladung Raps von London nach Rostock. Nachdem das Schiff London verlassen hatte, meldete der Kapitän sich am Morgen des 15. August 1993 telefonisch bei seiner Frau, ohne von Schwierigkeiten an Bord zu berichten. Später kam es an Bord zu einem bisher nicht geklärten Ereignis mit einer tödlichen Auseinandersetzung. Drei Tage darauf, am 18. August 1993, wurde das Schiff von den beiden in Hirtshals beheimateten Fischkuttern HG 270 Tannisbugt und HG 271 Normark etwa 85 Seemeilen westlich von Esbjerg und damit weit nördlich des eigentlichen Kurses führungslos und ohne Mannschaft treibend aufgefunden. Der 28-jährige russische Matrose Andrej Lapin wurde kurz darauf mit rund 60.000 DM in einem Rettungsfloß gefunden. Die übrige Besatzung blieb zunächst verschollen.
Die Bärbel wurde am Morgen des 19. August nach Esbjerg eingeschleppt. An Bord wurden bei den folgenden Ermittlungen von Polizeitechnikern an mehreren Stellen Blut-, Haar- und Hautreste sowie weitere Hinweise gewalttätiger Auseinandersetzungen und versuchter Brandstiftung gefunden. Während des Verhörs erklärte Lapin zunächst, an Bord sei Feuer ausgebrochen, und er sei in einer versehentlich ausgesetzten Rettungsinsel von Bord gegangen. Seine Version stimmte aber nicht mit den Plünderungsspuren und anderen an Bord gefundenen Hinweisen überein. Lapin wurde daraufhin von den dänischen Behörden festgenommen. Am 14. September fanden niederländische Fischer die Leiche Kapitän Telkmanns. Im April 1994 wurde in Schweden eine Leiche angeschwemmt, bei der es sich möglicherweise um ein Besatzungsmitglied des Schiffes gehandelt hat. Am 13. Dezember 1993 wurde Lapin der deutschen Polizei übergeben.
Am 5. September 1994 klagte die Staatsanwaltschaft Osnabrück Lapin vor dem Landgericht in Osnabrück an, zunächst die vier russischen Seeleute (Maschinist Mikhail Mikhailov, Matrose Vladislav Bogdan, Steuermann Viktor Varenko und Koch Anatolij Smolijak) und schließlich den 50-jährigen Kapitän Heinrich Telkmann aus Haren aus Habgier erschlagen und danach über Bord geworfen zu haben. Laut Lapins Aussagen hatten jedoch zwei Besatzungsmitglieder den Kapitän sowie die beiden anderen Seeleute mit einer Axt erschlagen, woraufhin er seinerseits diese beiden Besatzungsmitglieder in Notwehr mit deren eigener Axt erschlagen habe. Da er angenommen habe, keiner werde ihm dieses Geschehen glauben, habe er alle Leichen über Bord geworfen und versucht, das Schiff in Brand zu setzen. Die bei ihm gefundenen 60.000 DM hatte er seiner Darstellung zufolge u. a. durch den Verkauf russischer Ikonen verdient.
Am 3. Februar 1995 verließ Andrej Lapin das Gericht als freier Mann, da man ihm in dem abgelaufenen Indizienprozess nicht nachweisen konnte, an Bord des Schiffes einen Mord verübt zu haben. Wegen der versuchten Brandstiftung wurde er jedoch zu einem Jahr Freiheitsstrafe auf Bewährung verurteilt. Die gegen das Urteil eingelegten Rechtsmittel wurden vom Bundesgerichtshof in Karlsruhe am 17. Juli 1996 verworfen.

## Trivia
Der 2004 von dem dänischen Schriftsteller Jens Henrik Jensen veröffentlichte Spionagethriller Das Axtschiff – Ein Nina-Portland-Thriller basiert auf dem Kriminalfall der Bärbel.
Der Sender Danmarks Radio produzierte 2008 eine Radiodokumentation über den Mordfall an Bord der Bärbel. 